# Tamonea
Tamonea es un género de plantas con flores con seis especies de la familia Verbenaceae. Es originario de México y América tropical. 

## Especies
- Tamonea boxiana (Moldenke) R.A.Howard, Phytologia 65: 288 (1988).
- Tamonea curassavica (L.) Pers., Syn. Pl. 2: 139 (1806).
- Tamonea euphrasiifolia B.L.Rob., Proc. Amer. Acad. Arts 44: 613 (1909).
- Tamonea juncea Schauer in A.P.de Candolle, Prodr. 11: 529 (1847).
- Tamonea spicata Aubl., Hist. Pl. Guiane 2: 660 (1775).
- Tamonea subbiflora Urb. & Ekman, Ark. Bot. 22A(10): 106 (1929).
- Tamonea theaezans (Bonpl.) Kuntze - té del Perú[2]